# De Hunnerberg

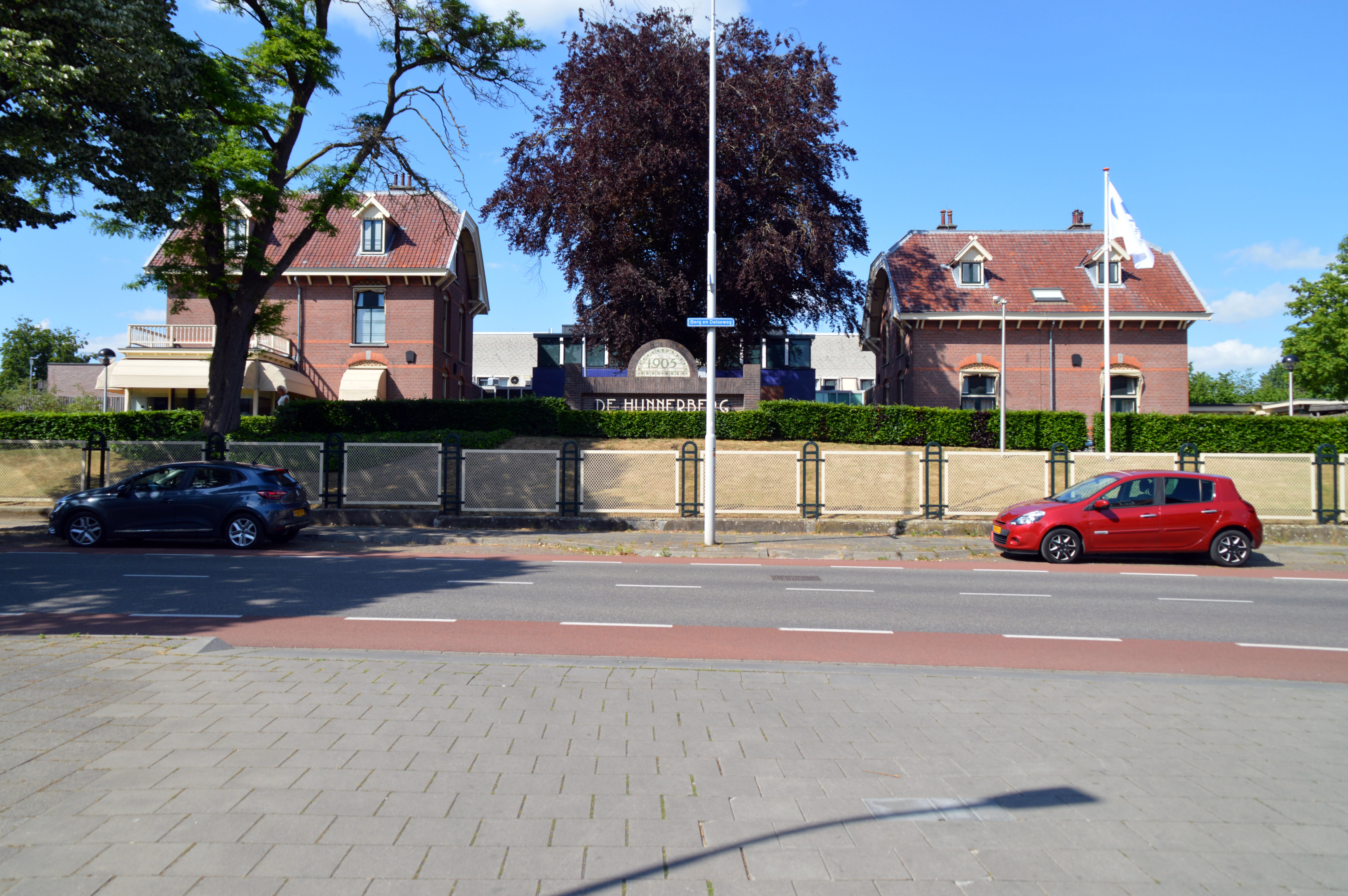
De Hunnerberg Rijks Justitiële Jeugdinrichting (RJJI)

De Hunnerberg is een Rijks Justitiële Jeugdinrichting (RJJI) voor zowel jongens als meisjes in de Nederlandse stad Nijmegen gelegen aan de Berg en Dalseweg in de wijk Hunnerberg in Nijmegen-Oost. Het is de enige jeugdgevangenis in Nederland waar ook meisjes zijn ondergebracht. In De Hunnerberg is plaats voor 86 jongeren in de leeftijdscategorie 12 tot 24 jaar.

## Geschiedenis
In 1905 opende op deze plaats de Tuchtschool voor Jongens te Nijmegen. In 1943 werd deze door de Duitse bezetter gesloten en werden de gebouwen opgeëist. Tussen 1945 en 1948 was het complex in gebruik als interneringskamp voor collaborateurs. In 1951 werd hier het Rijks Opvoedingsgesticht voor meisjes geopend. Dit werd in 1965 kort een Rijksinternaat genoemd en vervolgens tot juni 1976 was het een Rijksinrichting voor meisjes. Vanaf juni 1976 was het een Rijksinrichting voor jongens.
In maart 1995 werd jeugdbehandelinrichting De Hunnerberg geopend. Dit was een gesloten behandelingsinstituut voor jongens. Al direct in 1995 kende De Hunnerberg vele ontsnappingen waarna de veiligheidsmaatregelen werden opgeschroefd. Na een reorganisatie bij de Rijks Justitiële Jeugdinrichting kwam er in 2015 ook een gescheiden afdeling voor meisjes. Bij controles in 2015 en 2018 bleek er veel mis met de beveiliging van De Hunnerberg. Bij een nieuwe reorganisatie bij de RJJI is De Hunnerberg vanaf 2020 omgebouwd tot een zwaar beveiligde jeugdgevangenis. 
Het plan is in 2024 de Specialistische Voorziening te openen voor jongeren met complexe problemen en voor minderjarigen die zware misdrijven hebben gepleegd.